# Macropsis trestriata
Macropsis trestriata är en insektsart som beskrevs av Dlabola 1979. Macropsis trestriata ingår i släktet Macropsis och familjen dvärgstritar. Inga underarter finns listade i Catalogue of Life.